# Computer Aided Manufacturing

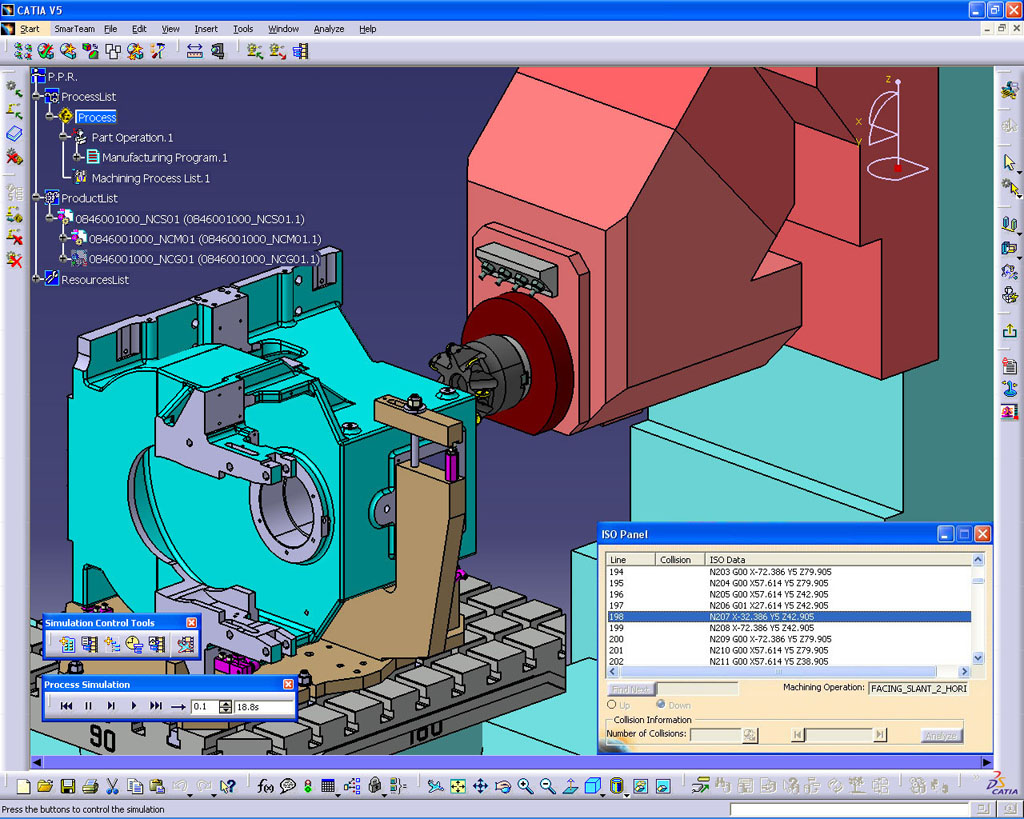
CAM

CAM betyder Computer Aided Manufacturing.
CAM innebär datoriserad generering av program till NC-styrda maskiner. Ett CAM-program skapar CNC-kod från en CAD-modell av den detalj som ska tillverkas. CAM-programmet analyserar en 2D eller 3D CAD-modell och räknar ut en metod för att till exempel bearbeta detaljen i en svarv, fräs eller annan CNC-styrd maskin (CAM-beredning). Det mänskliga inflytandet är ofta stort i CAM-beredningen eftersom bearbetningsordning, verktygsval och skärdata behöver anpassas till den aktuella bearbetningssituationen (typ av maskin, önskad bearbetningsriktning och så vidare.) Många av CAM programmen har också egna CAD-funktioner för att kunna skapa sina egna detaljer och göra ändringar som kan behövas för bearbetningen.

## Exempel på CAM-system
- Edgecam, för svarv och fräsoperationer
- GibbsCAM
- Mastercam
- PowerMill